# Arachosia (geslacht)
Arachosia is een geslacht van spinnen uit de  familie van de Anyphaenidae (buisspinnen).

## Soorten
- Arachosia albiventris Mello-Leitão, 1922
- Arachosia anyphaenoides O. P.-Cambridge, 1882
- Arachosia arachosia Mello-Leitão, 1922
- Arachosia bergi (Simon, 1880)
- Arachosia bifasciata (Mello-Leitão, 1922)
- Arachosia bonneti (Mello-Leitão, 1947)
- Arachosia cubana (Banks, 1909)
- Arachosia dubia (Berland, 1913)
- Arachosia duplovittata (Mello-Leitão, 1942)
- Arachosia freiburgensis Keyserling, 1891
- Arachosia honesta Keyserling, 1891
- Arachosia mezenioides Mello-Leitão, 1922
- Arachosia minensis (Mello-Leitão, 1926)
- Arachosia oblonga (Keyserling, 1878)
- Arachosia polytrichia (Mello-Leitão, 1922)
- Arachosia praesignis (Keyserling, 1891)
- Arachosia proseni (Mello-Leitão, 1944)
- Arachosia puta O. P.-Cambridge, 1892
- Arachosia striata (Keyserling, 1891)
- Arachosia sulfurea Mello-Leitão, 1922